# Nægling

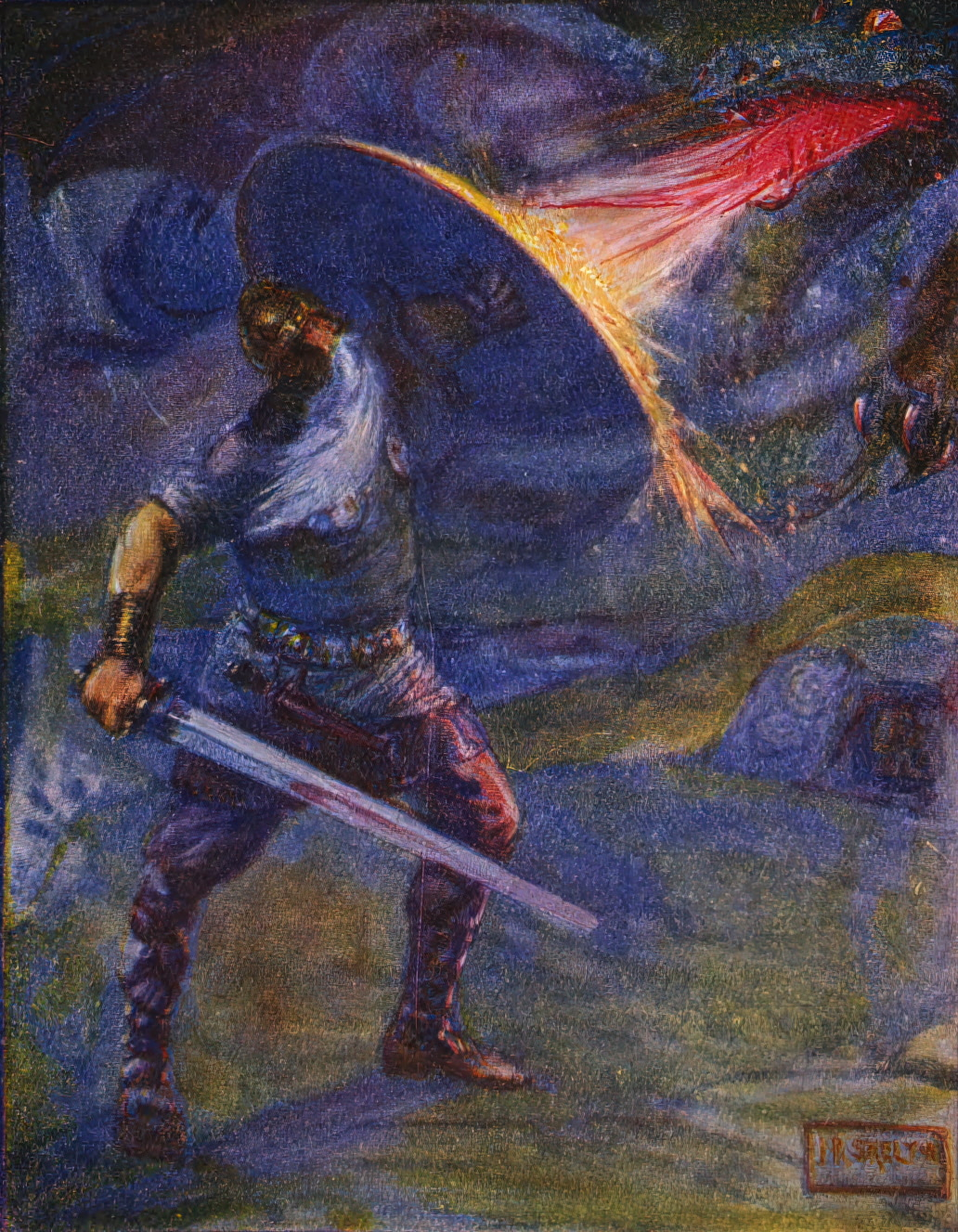
Beowulf combatte il drago con in pugno Nægling

Nægling è una delle spade utilizzate da Beowulf nel poema epico anglosassone Beowulf; la riceve dopo aver sconfitto Grendel e sua madre. Il nome vuol probabilmente dire "colei che artiglia", per il fatto che si dirige come un artiglio dentro ai nemici. Tuttavia è possibile che si riferisca ai chiodi ingioiellati sulla sua elsa; se così fosse, essa corrisponderebbe a Nagelring, la spada migliore del mondo secondo la Saga di Þiðrek. Beowulf vince la spada da un combattimento tra i Geati e i Frisoni. La spada non sopravvive all'incontro finale di Beowulf con il drago, poiché si spezza in due; è importante notare che essa si rompe non per la forza del drago, ma per quella che Beowulf le imprime.
L'idea di una spada che fallisce in un momento cruciale si riscontra anche in altre opere germaniche come nella Saga dei Völsungar e nelle Gesta Danorum. Tuttavia si ritrova specialmente nella Saga di Gunnlaug, in cui l'autore si sforza in tutti i modi di mostrare che fu l'eroe e non il nemico a rompere la spada. Inoltre, nella tradizione germanica, le spade con poteri eccezionali possono spesso essere descritte con aggettivi come vecchia, antica, avita; tuttavia non è sempre vero, come nel caso in cui essa sia stata forgiata appositamente per l'eroe. Nel caso di Nægling, la spada ha altre caratteristiche oltre a quella della sua antichità, come dice anche il nome; ciononostante la spada è detta essere gomol ond grægmæl (vecchia e grigia).

## Citazioni
"Naegling" è la spada di Oromis, Cavaliere dei Draghi, personaggio del Ciclo dell'Eredità dello scrittore Christopher Paolini.